# Wellington (stad in Nieuw-Zeeland)
Wellington (Maori: Te Whanganui-a-Tara of Poneke) is de hoofdstad van Nieuw-Zeeland. De stad ligt in het zuiden van het Noordereiland en is genoemd naar de hertog van Wellington. Het is de op een na grootste agglomeratie van het land. Wellington zelf telt 179.000 inwoners. De agglomeratie Groot-Wellington telt 363.400 inwoners (2005). 
De grote financiële instellingen van Nieuw-Zeeland zijn verdeeld over Wellington en Auckland (dat tot 1865 de hoofdstad was), sommige instellingen hebben hoofdkantoren in beide steden. Wellington is Nieuw-Zeelands politieke hoofdstad. Het parlement en de hoofdkantoren van alle ministeries en departementen zijn er gehuisvest. Wellington wordt ook vaak omschreven als het culturele centrum van het land en is thuis aan onder andere een film- en theaterindustrie van wereldklasse, Te Papa (het nationaal museum van Nieuw-Zeeland) en Wellington Botanic Garden.
Wellington is vernoemd naar Arthur Wellesley, de eerste hertog van Wellington. De titel van het hertogdom is afkomstig van de stad Wellington in Engeland. In het Maori heeft Wellington twee namen, Te Whanganui-a-Tara doelt op de haven van Wellington en betekent de grote haven van Tara. De andere naam is Pōneke en wordt ontmoedigd omdat vermoed wordt dat het gewoon een verbastering is van een Engelse bijnaam voor de stad: Port Nick (kort voor Port Nicholson)

## Locatie
Wellington ligt op het zuidpuntje van het Noordereiland aan de Straat Cook, het water dat het Noorder- en het Zuidereiland scheidt. Op een heldere dag is het mogelijk het gebergte op het Zuidereiland te zien liggen. Naar het noorden liggen de langgerekte stranden van de Kapiti kust. Naar het oosten ligt de Rimutaka Range met daarachter de vlakten van Wairarapa, een wijngebied van wereldfaam.
Wellington is de zuidelijkste hoofdstad ter wereld, met een breedtegraad van 41° zuiderbreedte. De conglomeratie is dichter bevolkt dan andere steden in Nieuw-Zeeland. Dit komt doordat er maar weinig goed (relatief vlak) bouwland beschikbaar is tussen de baai en omliggende bergen. Vanwege de constante wind die vanaf zee door de stad giert heeft Wellington de bijnaam Windy Wellington. 
Het leven in Wellington wordt in grote mate beheerst door het Central Business District (CBD). Ongeveer 62.000 mensen werken in het CBD, in Auckland werken 58.000 mensen in het CBD terwijl die stad toch drie maal zo groot is als Wellington. Het nachtleven van Wellington is gecentreerd in Courtenay Place en omgeving in het zuiden van het CBD.

## Demografie
18,5 procent van de inwoners van Wellington is jonger dan 15 jaar tegen een nationaal gemiddelde van 22,7 procent. Ongeveer 8,6 procent van de mensen is ouder dan 65 jaar tegen een nationaal gemiddelde van 12,1 procent voor heel Nieuw-Zeeland. Hiermee heeft Wellington dus een relatief grote hoeveelheid arbeidsproductieve inwoners. Dit komt mede door de grote sociale en culturele opleving die de stad momenteel meemaakt.
85,6 procent van de inwoners van Wellington is van oorsprong Europeaan. 4,1 procent is van Maori afkomst en de rest komt van de eilanden uit de Stille Oceaan en Azië.

## Sport
De voetbalclub Wellington Phoenix is de enige professionele voetbalclub van Nieuw-Zeeland. Het speelt zijn wedstrijden in de Australische A-League. De thuishaven van de Phoenix is het Westpac Stadium, dat iets ten Noordoosten van het stadscentrum ligt. Het Westpac Stadium wordt ook gebruikt voor rugby en cricket.

## Klimaat
| Maand                                   | jan  | feb  | mrt  | apr  | mei   | jun   | jul   | aug   | sep  | okt   | nov  | dec  | Jaar    |
| --------------------------------------- | ---- | ---- | ---- | ---- | ----- | ----- | ----- | ----- | ---- | ----- | ---- | ---- | ------- |
| Gemiddeld maximum (°C)                  | 20,3 | 20,6 | 19,1 | 16,6 | 14,3  | 12,2  | 11,4  | 12,2  | 13,7 | 14,9  | 16,6 | 18,5 | 15,9    |
| Gemiddelde temperatuur (°C)             | 16,9 | 17,2 | 15,8 | 13,7 | 11,7  | 9,7   | 8,9   | 9,4   | 10,8 | 12,0  | 13,5 | 15,4 | 12,9    |
| Gemiddeld minimum (°C)                  | 13,5 | 13,8 | 12,6 | 10,7 | 9,1   | 7,2   | 6,3   | 6,7   | 7,9  | 9,0   | 10,3 | 12,2 | 9,9     |
|                                         |      |      |      |      |       |       |       |       |      |       |      |      |         |
| Neerslag (mm)                           | 75,7 | 69,8 | 87,1 | 83,6 | 112,9 | 132,8 | 137,5 | 113,7 | 97,8 | 114,9 | 97,0 | 84,4 | 1.207,1 |
| Bron: NIWA: Climate Data and Activities |      |      |      |      |       |       |       |       |      |       |      |      |         |

## Vervoer
Naast voorstadstreinen en bussen is er de Wellington Cable Car tussen Lambton Quay en de top van de botanische tuin en is de meest directe manier om van het hoogste gedeelte van de tuin naar het centrum van Wellington te reizen. Van 1878-1964 kende de stad een tramnet en tot 2017 een trolleybus. De veerboot naar Picton op het Zuidereiland vaart tot zes maal per dag in ca. 3,5 uur over.

## Geboren in Wellington
- Katherine Mansfield (1888-1923), schrijfster
- Graeme Allwright (1926-2020), Frans zanger en songwriter
- Thomas Stafford Williams (1930-2023), kardinaal en aartsbisschop van Wellington
- Ken Douglas (1935-2022), politicus en vakbondsman
- Graham McRae (1940-2021), autocoureur
- Jane Campion (1954), regisseur
- Fran Walsh (1959), filmproducent en scenarioschrijver
- Russell Crowe (1964), acteur
- Wynton Rufer (1962), voetballer
- Andrew Dominik (1967), Australisch filmregisseur
- Stephen Hunter (1968), acteur
- Paul Blackthorne (1969), Brits acteur en fotograaf
- Vaughan Coveny (1971), voetballer
- Karl Urban (1972), acteur
- Antony Starr (1975), acteur
- Peter Michael (1989), langebaanschaatser
- Daniel McLay (1992), Brits wielrenner
- Felix Meo (1997), wielrenner
- Lewis Clareburt (1999), zwemmer
- Thomasin McKenzie (2000), actrice

## Woonachtig (geweest)
- Roly Bonevacia, Nederlands voetballer
- Haupai Puha, Nieuw-Zeelands darter
- Jeffrey Sarpong, Nederlands voetballer

## Panorama's

Wellington 's nachts vanaf Mount Victoria

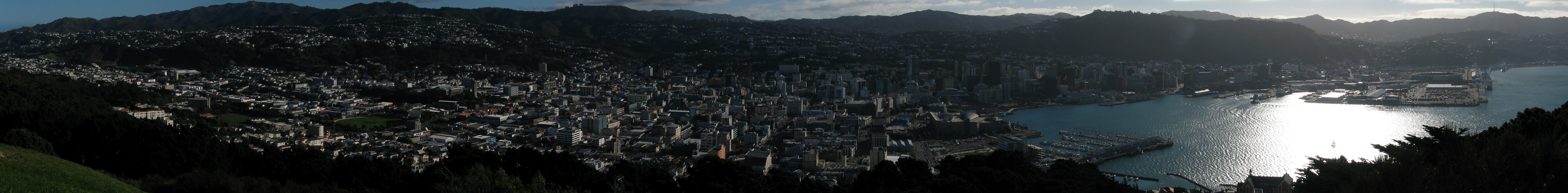
Hetzelfde panorama overdag

## Stedenbanden
- Sydney (Australië)